# Syzygiella manca
Syzygiella manca là một loài rêu tản trong họ Jungermanniaceae. Loài này được (Mont.) Stephani miêu tả khoa học lần đầu tiên năm 1893.